# Ейрик III
Вижте пояснителната страница за други личности с името Ерик.
Ейрик III Померански (на норвежки и на шведски: Erik av Pommern; на датски: Erik af Pommern) е крал на Норвегия (1389 – 1442) и на Швеция и Дания (1396 – 1439), т.нар. Калмарска уния. Де факто обаче, въпреки коронацията, той започва да управлява ефективно и трите кралства чак от 1412 г., когато умира Маргарета I Датска. Известен е като Ерик III като крал на Норвегия (1389 – 1442), Ерик VII като крал на Дания (1396 – 1439) и Ерик XIII като крал на Швеция (1396 – 1434, 1436 – 1439).

## Произход
Рожденото име на Ейрик е Богислав (Bogislav Vratislavsson). Син е на Вартислав VII, дук на Померания, и Мария Макленбурска. Той е праправнук на крал Валдемар IV Датски, а също и потомък на шведския крал Магнус Ладулос.

## Крал на Калмарската уния
Началото на Калмарската уния е поставена от датската кралица Маргарета I (1353 – 1412). След разгрома на шведския крал Албрехт Мекленбургски през 1389 г. Маргарета избира за свой наследник племенника си Богислав, когото осиновява и му дава традиционното за скандинавските кралства име Ейрик. Осемгодишното момче е представено пред Норвежкия държавен съвет и получава тържествена клетва за вярност пред Йоретинга. От същата 1389 г. той е крал на Норвегия, макар от негово име да управлявала Маргарета Датска. Коронацията му в Осло се състои през 1392 г. През 1396 г. Ейрик получава клетва за вярност и от държавните съвети на Дания и Швеция, а през следващата 1397 г. се извършва коронацията му за двете държави.
От трите скандинавски кралства Ейрик Померански не само, че става най-рано крал на Норвегия, но там и остава най-дълго време на власт. Докато в Швеция и Дания той бива детрониран през 1439 г., то Държавния съвет на Норвегия го запазва чак до 1442 г. Все пак трябва да се отбележи, че норвежците успяват чрез селските бунтове от 1436 – 1438 г. вдигнати заради повишените данъци и тяхната събираемост от датски кастелани, да си извоюват правото Норвегия да има местно управление начело с най-влиятелния норвежки благородник Сигурд Юнсон.
По време на неговото владение Калмарската уния е най-голямото кралство е Европа.
Увеличената данъчна тежест и притесненията от страна на датската администрация на Ейрик Померански предизвикват силно недоволство и в Швеция. Заради това, че Ейрик Померански вляза в конфликт с Ханзата и предизвиква война с холандците, били вдигнати драстично данъците и таксите. Войната най-после бива прекратена с избирането на Кристоф III за крал на Дания, след това и в Швеция и най-накрая през 1442 г. и в Норвегия.

## Следващи години
Ейрик Померански не оставя потомство и след като е детрониран последователно в трите северни кралства, той заминава в изгнание първо на остров Готланд, откъдето започва да опустошава доскорошните си владения с помощта на пиратска флота, а по-късно се премества в своето наследствено херцогство в Померания, където и умира през 1459 г.